# Campeón de Campeones de 1980
El Campeón de Campeones de 1980 (conocido en inglés como 1980 Champion of Champions) fue un torneo de snooker, profesional y de invitación, que se celebró en la ciudad inglesa de Londres entre el 2 y el 12 de octubre. Fue la segunda edición del Campeón de Campeones, celebrado por primera vez en 1978. Doug Mountjoy, que se impuso (10-8) a John Virgo en la final, se proclamó campeón.

## Resultados

### Grupo A
| Pos. | Jugador       | PJ | PG | MG | MP |
| ---- | ------------- | -- | -- | -- | -- |
| 1    | John Virgo    | 4  | 4  | 20 | 16 |
| 2    | Steve Davis   | 4  | 3  | 21 | 15 |
| 3    | Ray Reardon   | 4  | 2  | 20 | 16 |
| 4    | Dennis Taylor | 4  | 1  | 21 | 15 |
| 5    | Kirk Stevens  | 4  | 0  | 8  | 28 |

### Grupo B
| Pos. | Jugador         | PJ | PG | MG | MP |
| ---- | --------------- | -- | -- | -- | -- |
| 1    | Doug Mountjoy   | 4  | 3  | 25 | 11 |
| 2    | Terry Griffiths | 4  | 3  | 23 | 13 |
| 3    | Alex Higgins    | 4  | 2  | 16 | 20 |
| 4    | Graham Miles    | 4  | 1  | 15 | 21 |
| 5    | Cliff Thorburn  | 4  | 1  | 11 | 25 |

### Final
Doug Mountjoy le derrotó a John Virgo por diez mesas a ocho.

## Centenas
Los jugadores consiguieron amasar un total de siete centenas durante el torneo; la más alta, de 128, fue obra de Steve Davis. Se repartieron así:
- 128, 100 — Steve Davis
- 119, 100 — John Virgo
- 114 — Alex Higgins
- 101 — Doug Mountjoy
- 100 — Kirk Stevens